# Rue Jules-Guesde (Clermont-Ferrand)
Pour les articles homonymes, voir rue Jules-Guesde.
La rue Jules-Guesde est une rue du centre historique de Montferrand, à Clermont-Ferrand (Puy-de-Dôme).

## Situation et accès
Cette rue débute au nord au carrefour des Taules, à l'intersection des rues de la Rodade, du Séminaire et des Cordeliers. Elle se termine au sud place de la Fontaine.

## Origine du nom
Le nom de la rue fait référence à Jules Guesde (1845-1922), homme politique socialiste français.

## Historique
Cette rue se nommait précédemment rue de l’Hôpital et rue de la Fontaine (du XVIIe siècle à 1925).
Plusieurs immeubles de cette rue ont subi, au fil du temps, de grandes modifications architecturales comme au XVIe siècle où au 1er étage des maisons du XIIIe siècle, les baies géminées sont remplacées par des fenêtres à meneaux.

## Bâtiments remarquables et lieux de mémoire
- Angle rue Jules-Guesde et 2 rue du Séminaire : façade maison[2]
- no 7 : Hôtel Mallet de Vendègre[3]
- no 8 : maison construite au XIIIe siècle et remaniée au XIXe siècle[4]
- no 9 : maison avec tourelle[5]
- no 11 : Hôtel d'Albiat également appelé Maison des Centaures[6]

Cet hôtel était la propriété de la famille Albiat, des banquiers, qui possédaient un autre hôtel rue du Docteur-Balme.
- no 13 : Hôtel de Fontenilhes[7]

Cet hôtel appartenait à la famille Fontenilhes, famille de présidents et lieutenant du bailliage royal
- no 16 : peinture murale datée du XIVe siècle, représentant Saint-Christophe située dans l'immeuble[8]
- no 17 : maison[9]
- no 18 : Hôtel de Lignat[10]

Cet hôtel a été construit au XVIe siècle par la famille Lignat.
- no 20 : Hôtel Gaschier[11]

La façade est du XVe siècle. Dans la cour, la porte de l'escalier possède des moulures prismatiques, qu'on retrouve sur les chambranles des portes qui desservent les étages. La famille Gaschier était une vieille famille de magistrats connue à Montferrand depuis 1353.
- no 21 : sculptures dans la cour de la maison[12]
- no 25 : Hôtel Dumas de Paulard[13]
- no 26 : sculpture dans la cour de la maison[14]
- no 28 : Hôtel Fontfreyde également appelé Maison de Lucrèce[15]